# 大西洋飲料
大西洋飲料股份有限公司（Beverage Limited Company of the Atlantic Ocean）は、台湾に本社を置く飲料メーカーである。

## 概要
1965年7月4日に李鴻略によって設立。1981年4月10日に台湾証券取引所に上場。設立当初から販売されている蘋果西打（アップルサイダー）は、ロングセラー商品となっている。

## 主な商品
- 蘋果西打[4]（アップルサイダー）
- 蒸餾水[5]（蒸留水）
- 純水[6]（ピュアウォーター）
- 也多力乳酸水果飲料[7]（ヨーグルトドリンク）
- 芭樂汁[8]（グアバジュース）